# Shirakiopsis
Shirakiopsis is een geslacht van bomen en struiken uit de wolfsmelkfamilie (Euphorbiaceae). Het telt zes soorten, waarvan drie voorkomen in tropisch Azië en drie in tropisch Afrika.

## Soorten
- Shirakiopsis aubrevillei (Leandri) Esser in R.H.A.Govaerts, D.G.Frodin & A.Radcliffe-Smith
- Shirakiopsis elliptica(Hochst.) Esser in R.H.A.Govaerts, D.G.Frodin & A.Radcliffe-Smith
- Shirakiopsis indica (Willd.) Esser
- Shirakiopsis sanchezii (Merr.) Esser
- Shirakiopsis trilocularis (Pax & K.Hoffm.) Esser
- Shirakiopsis virgata (Zoll. & Moritzi ex Miq.) Esser

... · 
Acalypha · 
Adriana · 
Agrostistachys · 
Alchornea · 
Aleurites · 
Anthostema · 
Blachia · 
Chrozophora · 
Cnidosculus · 
Croton · 
Dalechampia · 
Euphorbia (Wolfsmelk) · 
Hevea · 
Hieronyma · 
Hippomane · 
Homalanthus · 
Hura · 
Hylandia · 
Jatropha · 
Mabea · 
Macaranga · 
Mallotus · 
Manihot · 
Mercurialis (Bingelkruid) · 
Plukenetia · 
Ricinus · 
Sebastiania · 
Shirakiopsis · 
Tragia · 
...